# Alytus

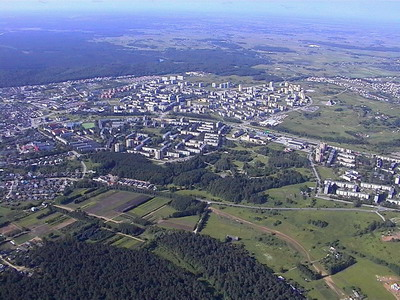
Luftbild auf Alytus

Alytus anhörenⓘ (deutsch, 18. Jahrhundert: Alitten, polnisch Olita) ist eine Stadtgemeinde im südöstlichen Litauen mit rund 50.000 Einwohnern. Sie ist das Zentrum des südöstlichen Landesteils (Dzūkija) und liegt gut 90 km südwestlich der Landeshauptstadt Vilnius an der Memel. Die Stadt liegt rund je 50 km von den Grenzen zu Belarus (EU-Außengrenze) und Polen entfernt. Sie ist auch der Verwaltungssitz der sie umgebenden Rajongemeinde Alytus.

## Geschichte
Erstmals wurde der Ort 1377 in einer Chronik des Wigand von Marburg als regionales Zentrum im Schrifttum erwähnt. 1581 wurde dem Ort von Stephan Báthory das Stadtrecht nach Magdeburger Recht verliehen. In der Sowjetzeit wurden einige industrielle Werke gebaut, 1969 das Baumwolle-Kombinat (Alytaus medvilnės kombinatas, später Alytaus tekstilė) mit 6000 Mitarbeitern (im Jahr 1980) und um 1963 der Kühlschränke-Hersteller Alytaus šaldytuvų gamykla (1972 beschäftigte der Betrieb 1900 Mitarbeiter). 1989 gab es 12 Mittelschulen (allgemein bildende Schulen mit Abitur).
Seit 1995 ist Alytus eine Stadtgemeinde (lit. Alytaus miesto savivaldybė).

## Stadtrat
Der Rat der Stadtgemeinde Alytus zählt 27 Mitglieder. Sie verteilen sich wie folgt auf die einzelnen Fraktionen und Parteien (Stand: Juni 2020):
| Sozialdemokraten                                 | 5 Sitze |
| Christdemokraten                                 | 4 Sitze |
| Fraktion „Už Alytų“ (Für Alytus)                 | 3 Sitze |
| Fraktion „Vieningas Alytus“ (Vereinigtes Alytus) | 3 Sitze |
| Bauernvolksbund                                  | 3 Sitze |
| Fraktion „Alytaus piliečiai“ (Bürger von Alytus) | 3 Sitze |
| fraktionslos                                     | 6 Sitze |

Bürgermeister ist seit 2019 Nerijus Cesiulis.

## Bürgermeister
bis 1990 Vorsitzende des Exekutivkomitees
- 1977–1984: Alfonsas Grigaitis
- 1984–1989: Nijolė Januškevičienė
- 1989–1990: Viktoras Valentukevičius
- 1990–1994: Valdas Macedulskas
- 1994: Ona Suncovienė (kommissarisch)
- 1994–1995: Valdas Kuzabavičius
- 1995–2000: Dobilas Kurtinaitis (1990–1995 Vorsitzender des Stadtrats)
- 2000–2007: Vytautas Kirkliauskas
- 2007–2010: Česlovas Daugėla
- 2010–2012: Feliksas Džiautas
- 2012–2015: Jurgis Krasnickas
- 2015–2019: Vytautas Grigaravičius
- 2019–(2027): Nerijus Cesiulis (* 1981)[2]

## Wirtschaft

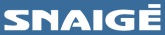
Logo des litauischen Kühlschrankherstellers Snaigė

Alytus ist ein Zentrum der verarbeitenden Industrie. Eines der erfolgreichsten litauischen Unternehmen im produzierenden Gewerbe – der Kühlschrankhersteller Snaigė ('Schneeflocke') – hat seinen Sitz in Alytus. Des Weiteren finden sich hier chemische Industrie und der größte Sekt- und Spirituosenhersteller Alita, der ca. 200 Mitarbeiter beschäftigt.
In Alytus gibt es eine Fachhochschule namens Kolleg Alytus (ehemaliges Polytechnikum).
Der nächstgelegene Flughafen ist der Flughafen Kaunas.
In Alytus befindet sich eine HGÜ-Kurzkupplung zur Kopplung des polnischen und des litauischen Stromnetzes. Die von ABB gelieferte Anlage wurde 2015 fertiggestellt und verfügt über eine Übertragungsleistung von 500 MW bei einer Betriebsspannung von ±70 kV.
Das im Stile einer Parkstadt weitläufig in eine Flussschleife der Memel gelegene Alytus bietet keine erwähnenswerten touristischen Sehenswürdigkeiten. In der Umgebung sind der Nationalpark Dzūkija und der Kurort Druskininkai zu nennen.

## Bildung

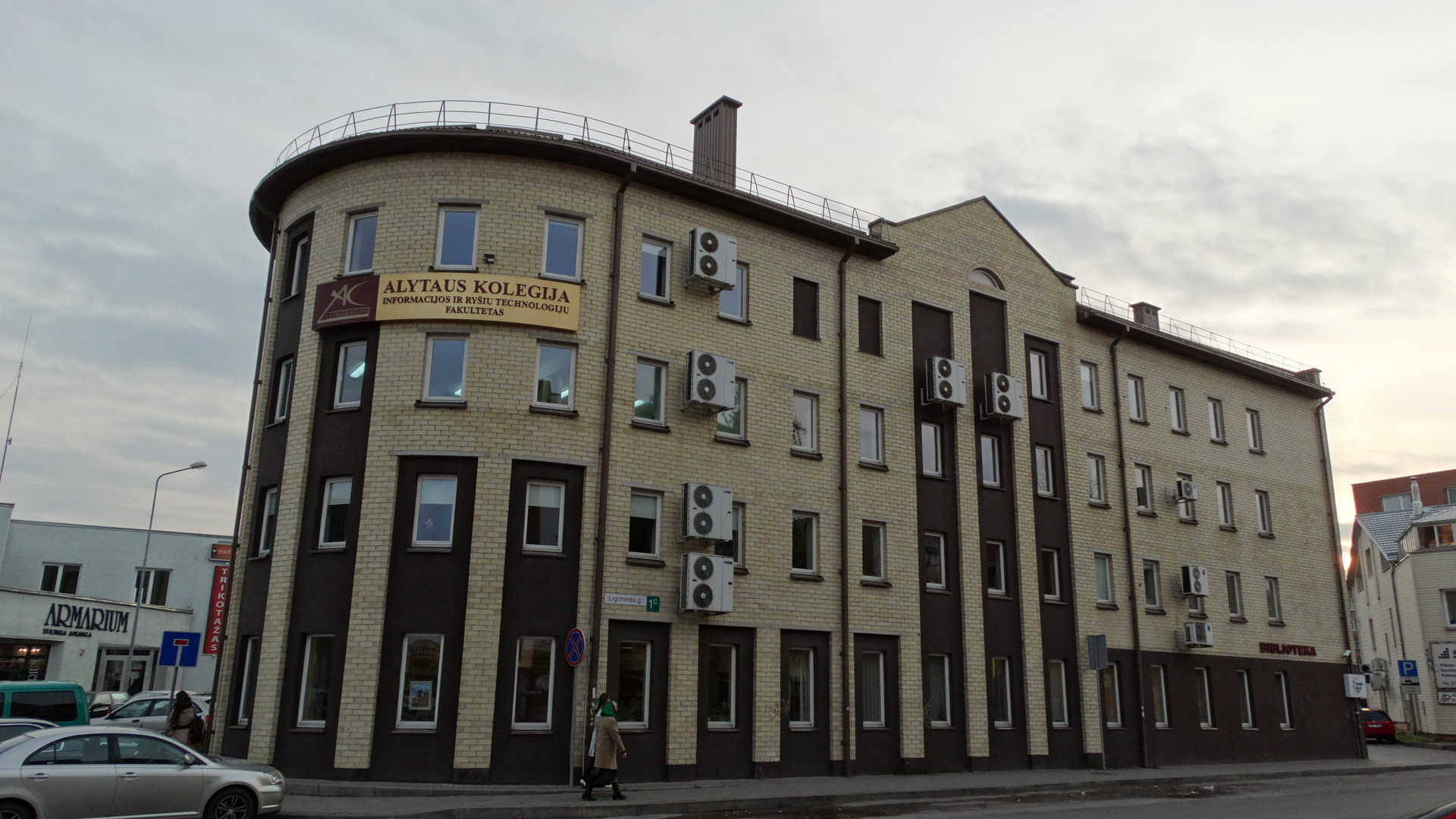
Kolleg Alytus

### Berufsbildung
- Kolleg Alytus (lit. Alytaus kolegija), Hochschule in Alytus, Merkinės Str. 2b
- Berufsbildungszentrum Alytus, Berufsschule
- Filiale Alytus der Kaunasser Schule für angewandte Kunst (Kauno taikomosios dailės mokykla Alytaus filialas)

### Gymnasien

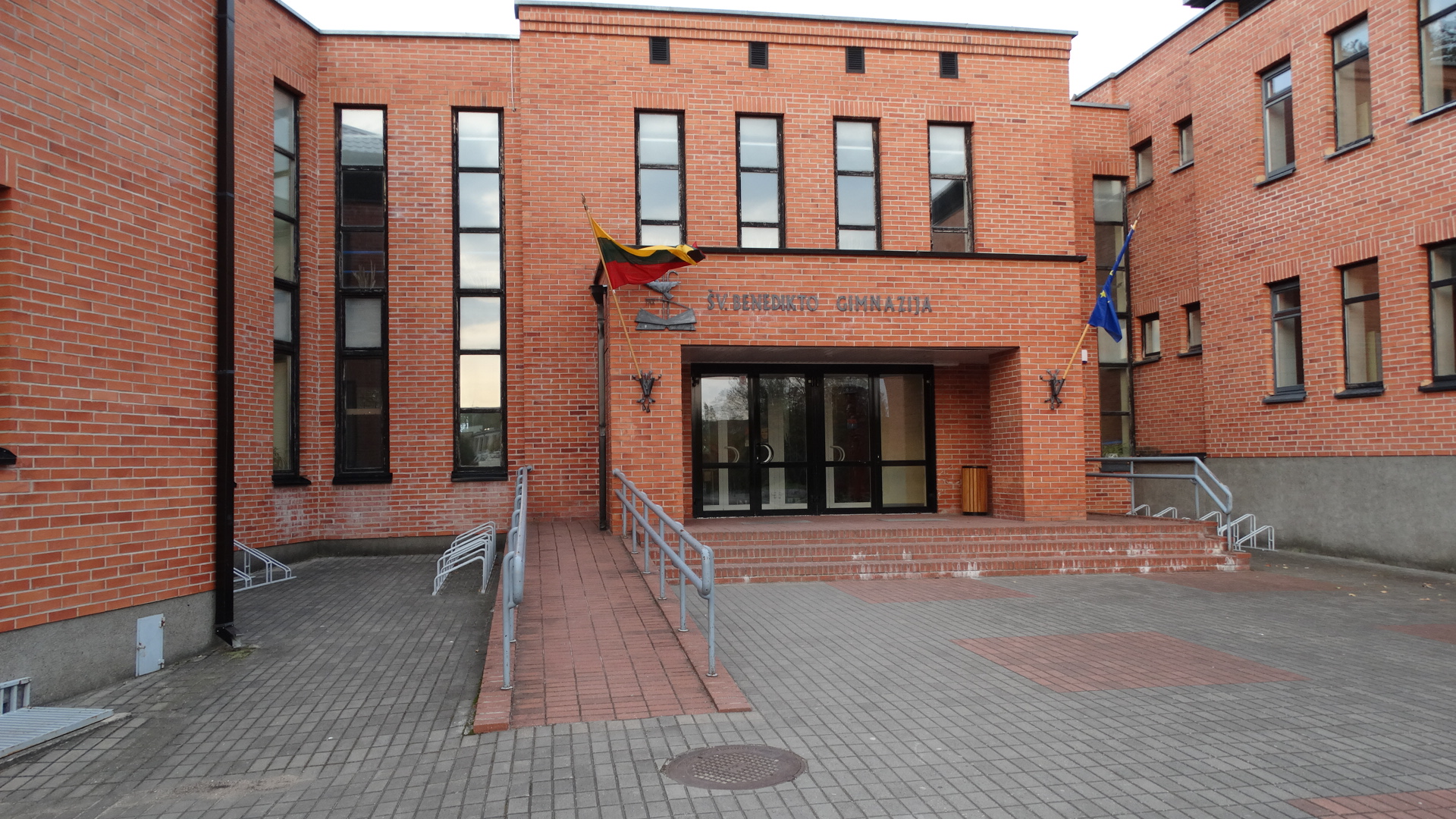
St.-Benedikt-Gymnasium

- Adolfas-Ramanauskas-Vanagas-Gymnasium, gegründet 1919
- Jotvingių-Gymnasium
- Putinų-Gymnasium (ab 1974 Sekundarschule)
- St.-Benedikt-Gymnasium (errichtet 1996)

### Hauptschulen

Dainavos-Hauptschule

- Dainavos-Hauptschule
- Hauptschule Likiškėliai
- Hauptschule Vidzgiris
- Hauptschule Panemunė
- Šaltinio-Hauptschule
- Dzūkijos-Hauptschule
- Volungės-Hauptschule

### Andere Schulen
- Piliakalnio-Progymnasium Alytus
- Anzelmas-Matutis-Grundschule Alytus
- Jugend- und Erwachsenenschule Alytus

### Ehemalige Schulen
- Lehrerseminar Alytus, pädagogische Schule
- Forstschule Alytus, ehemalige Fachschule
- Schule für schöne Handwerke
- Baufachschule Alytus
- Industrie- und Handelsschule Alytus

## Kunst

Handwerksschule

- Theater Alytus
- Kunstschule Alytus
- Alytus Biennal

## Musik
- Symphonieorchester Alytus
- Musikschule Alytus

## Sport

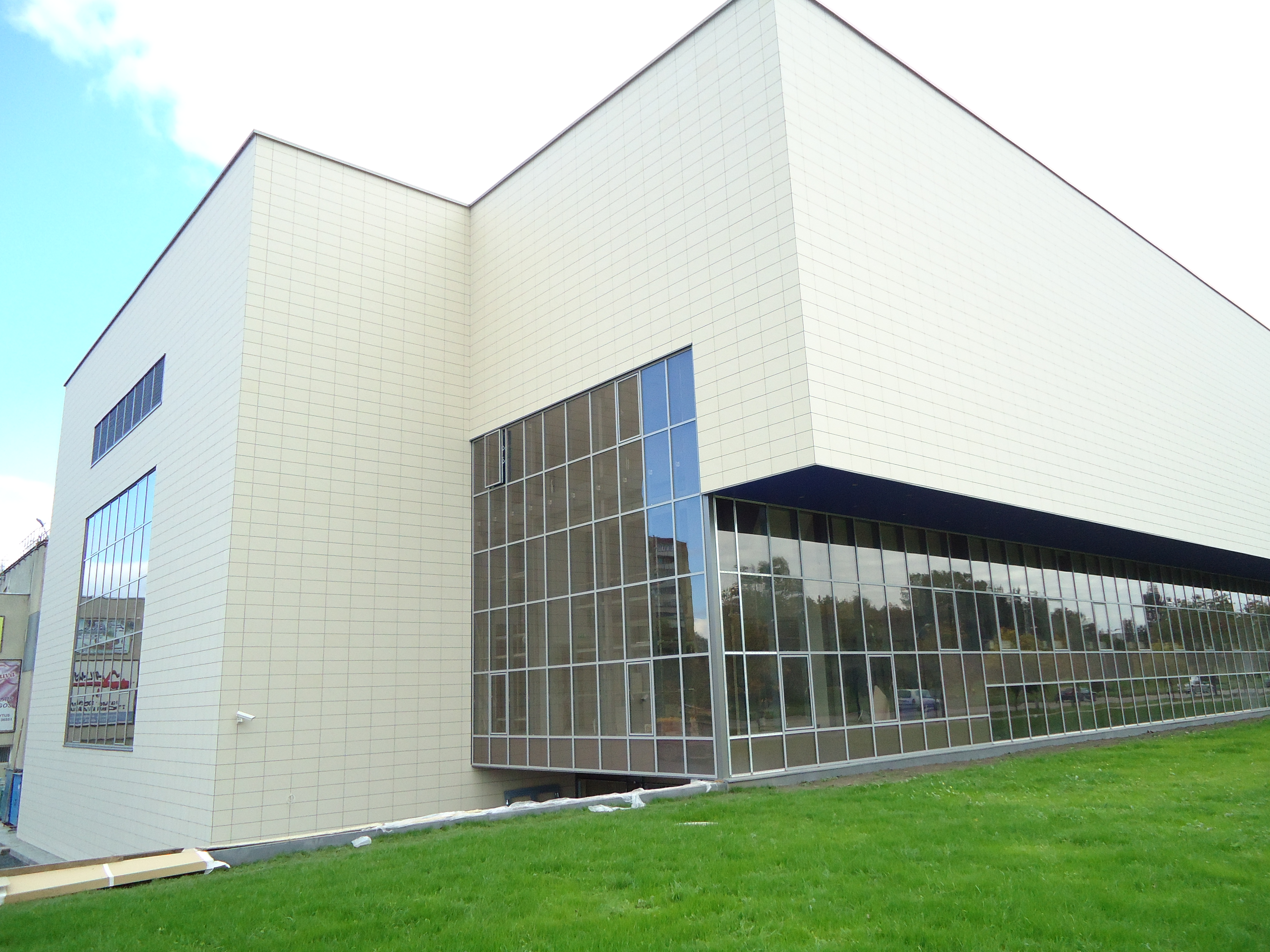
Arena Alytus

### Fußball
- DFK Dainava Alytus
- Stadion Alytus

### Basketball
- BC Alytus
- BC Alita Alytus (1995–2006)

### Einrichtungen
- Alytaus Arena
- Sportpalast Alytus
- Zentrum für Sport und Rekreation
- Schwimmbad Alytus
- Sportschule Alytus

## Verkehr
- Bahnhof Alytus, gebaut  1899

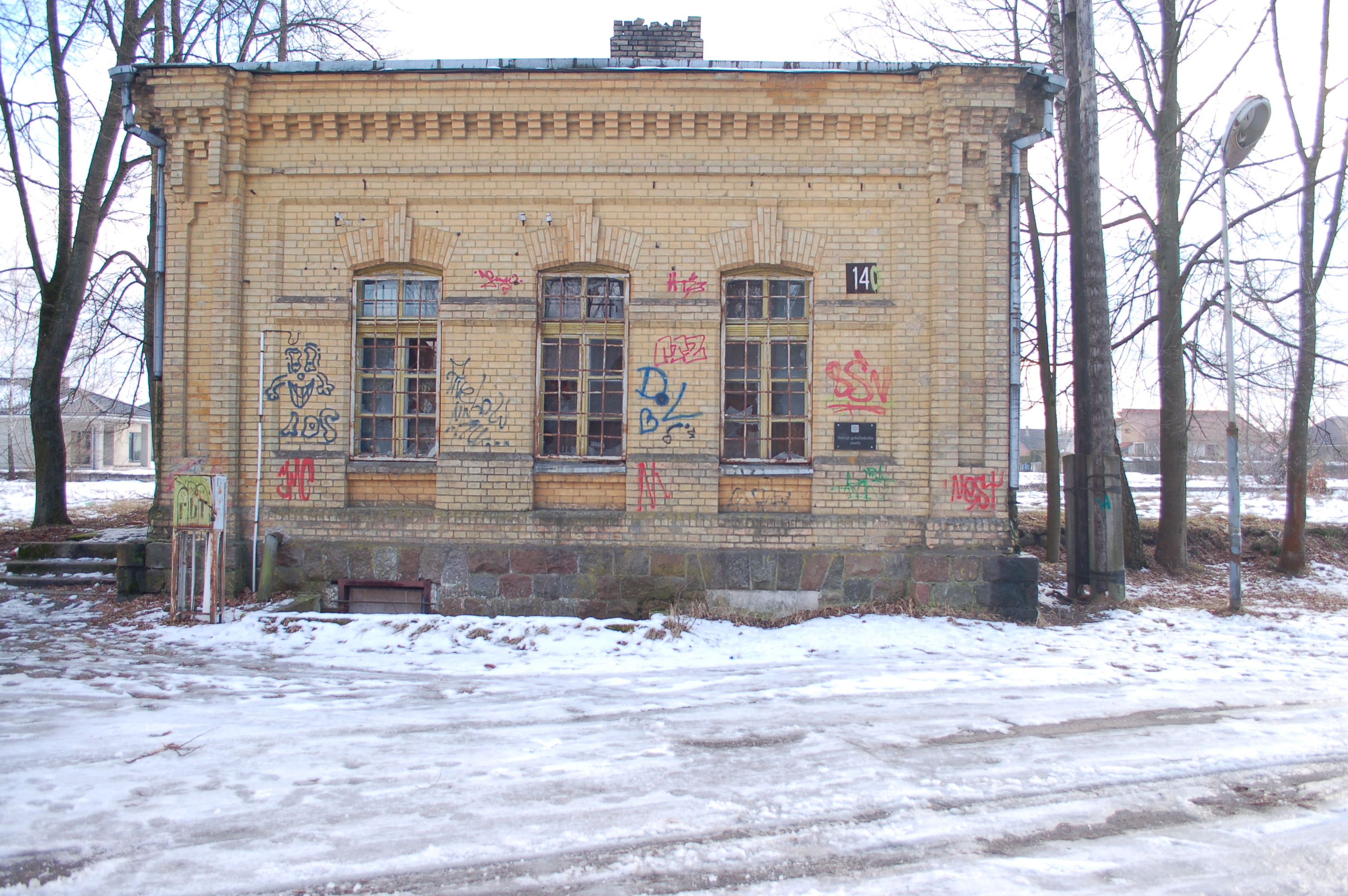
Bahnhof Alytus

- Antanas-Juozapavičius-Brücke, gebaut 1967
- Baltosios-rožės-Fußgänger- und Fahrradbrücke, gebaut  2015
- Kaniūkai-Brücke, zuerst gebaut 1892
- Lietuvos-tūkstantmečio-Brücke, 2009

## Religion

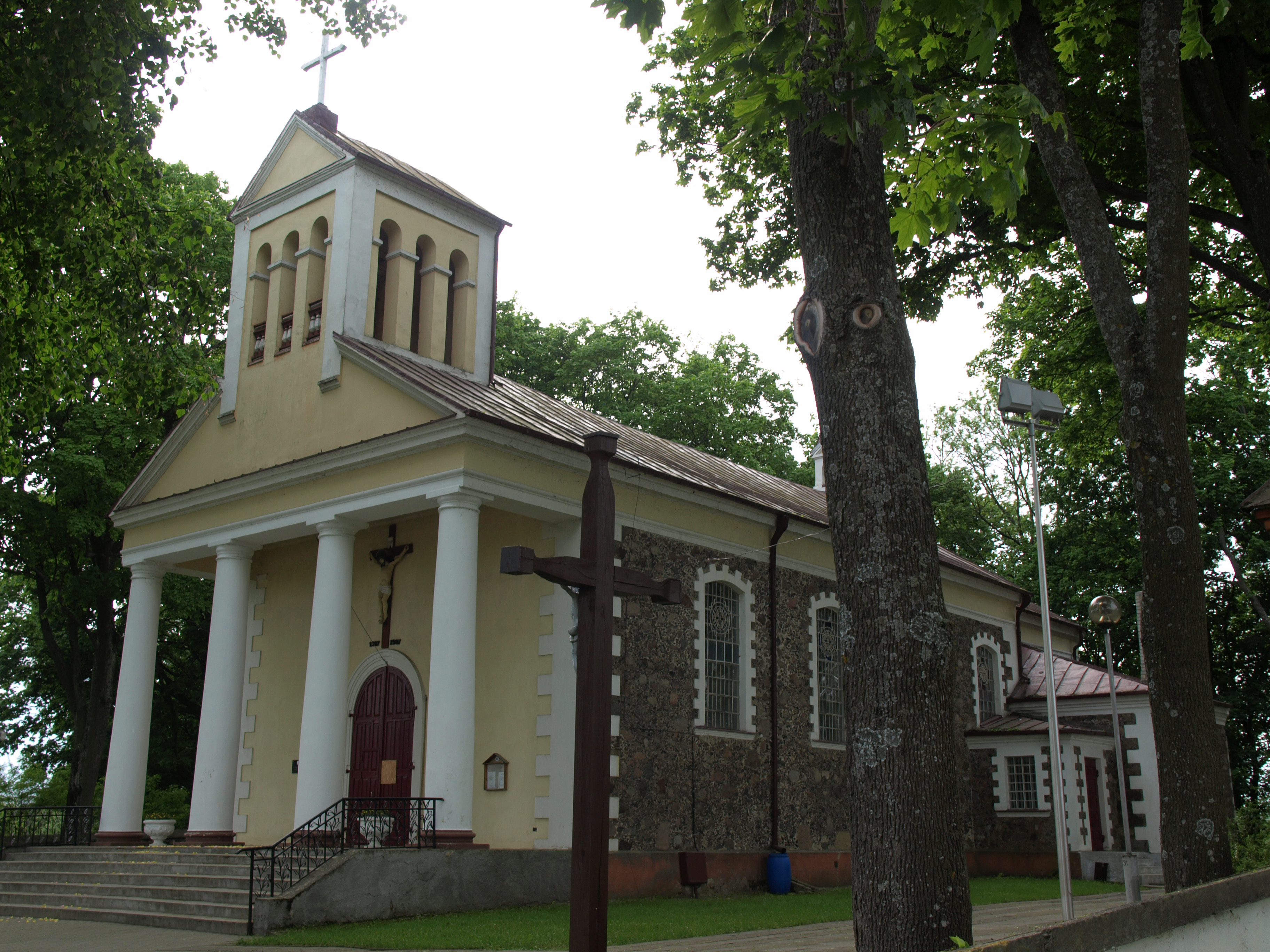
St.-Ludwig-Kirche

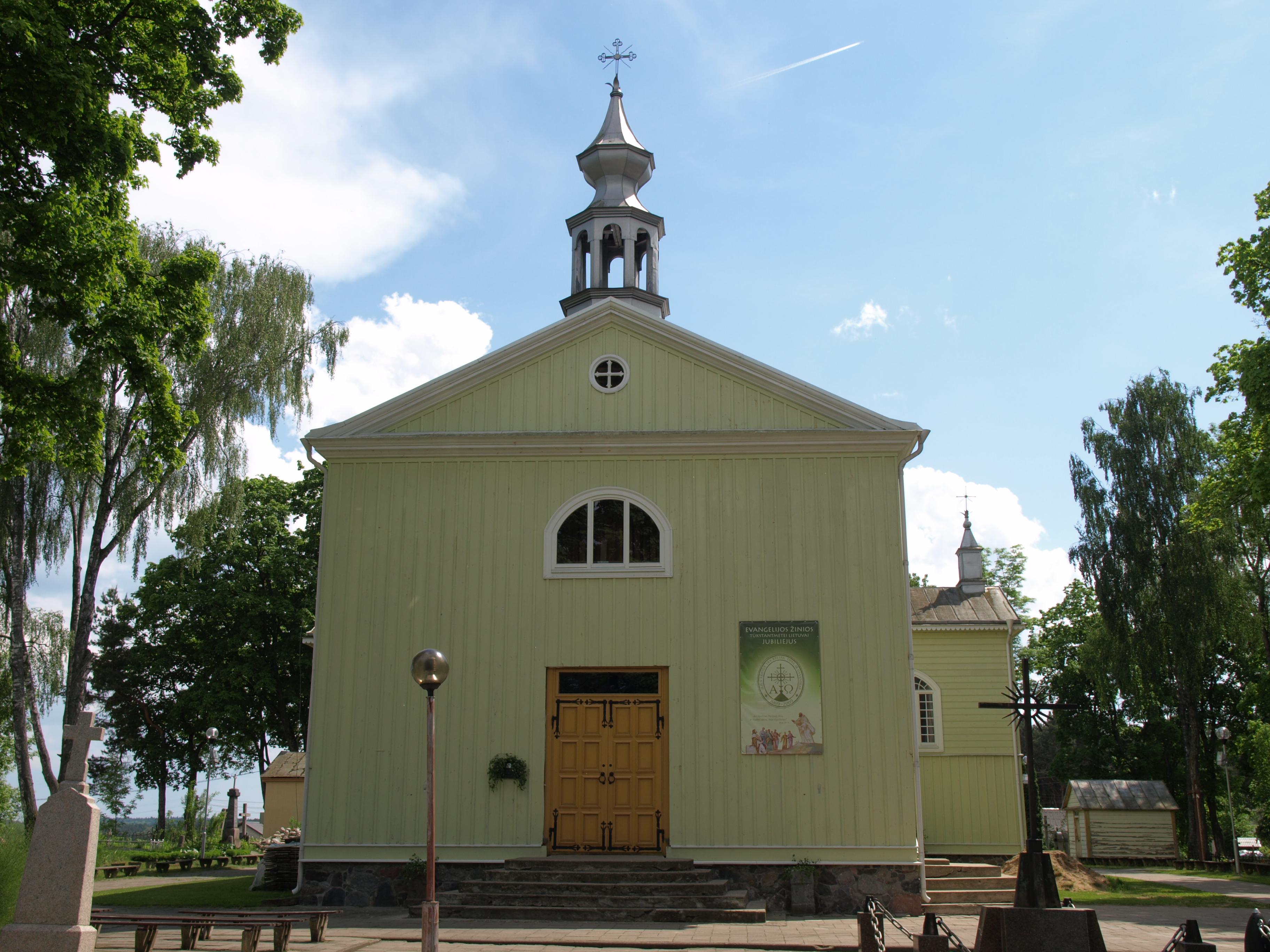
Schutzengelkirche

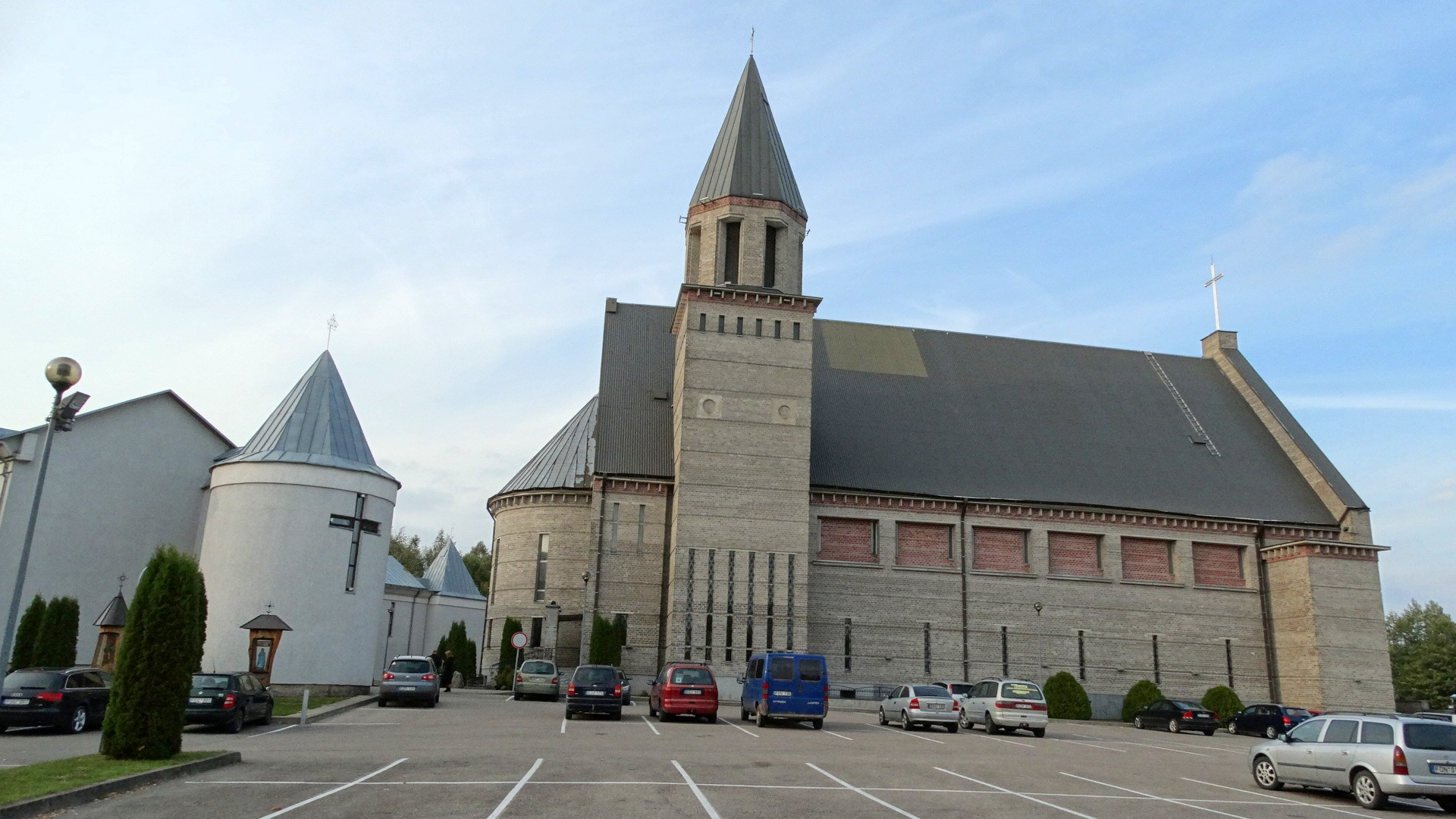
Marienkirche

Synagoge

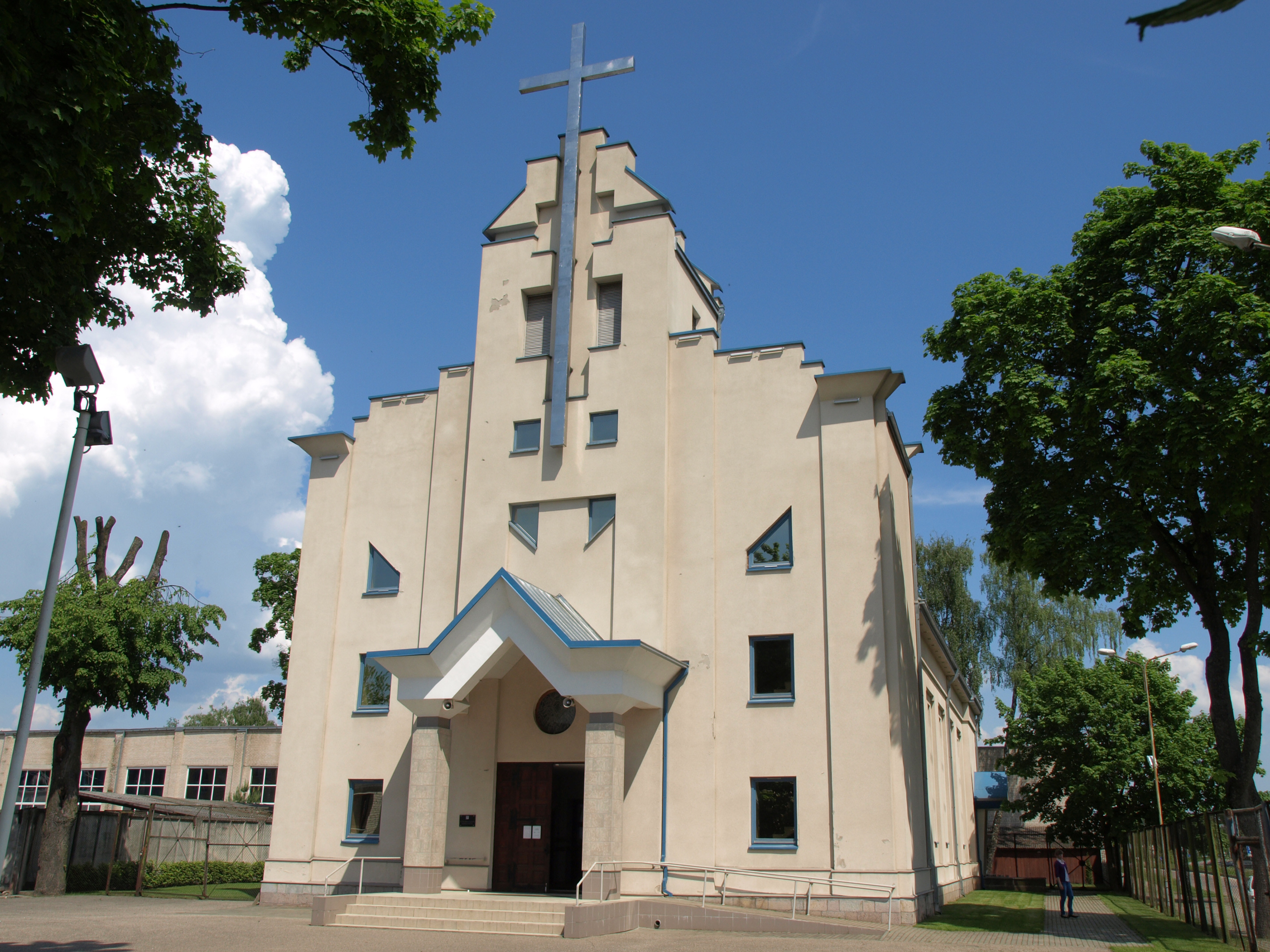
St.-Kasimir-Kirche

- St.-Kasimir-Kirche, erbaut 1891 als orthodoxe Kirche, nach zwischenzeitlicher Fremdnutzung in den 1990er Jahren völlig neugestaltet
- Marienkirche, erbaut 1991–2001
- Ludwigskirche, erbaut 1818–1820
- Schutzengelkirche, erbaut 1830
- Brunon-Kapelle
- Ehemalige Synagoge, erbaut 1911

## Partnerstädte
Die Partnerstädte von Alytus sind
- Opole in Polen, seit 1993
- Suwałki in Polen, seit 1996
- Mandal in Norwegen. seit 1996
- Botkyrka in Schweden, seit 2000
- Næstved in Dänemark, seit 2002
- Ostrołęka in Polen, seit 2002
- Rouen in Frankreich, seit 2004
- Berdytschiw in der Ukraine, seit 2005
- San Martín in Argentinien, seit 2006
- Lida in Belarus, seit 2007
- Petrosawodsk in Russland, seit 2007
- Hrodna in Belarus, seit 2009
- Amata in Lettland, seit 2010
- Rochester in den Vereinigten Staaten, seit 2010
- Smarhon in Belarus, seit 2010
- Giżycko in Polen, seit 2011
- Crawley im Vereinigten Königreich, seit 2012
- Vélizy-Villacoublay in Frankreich, seit 2013
- Ełk in Polen, seit 2014
- Ningbo in der Volksrepublik China, seit 2014
- Sejny in Polen, seit 2016

## Söhne und Töchter der Stadt
| - Vytautas Andriuškevičius (* 1990), Fußballspieler - Feliksas Bajoras (* 1934), Komponist - Aivaras Baranauskas (* 1980), Radrennfahrer - Ieva Budraitė (* 1992), Politikerin, Leiterin der Grünenpartei - Mykolas Burokevičius (1927–2016), Politiker - Nerijus Cesiulis (* 1981), Politiker, Bürgermeister von Alytus - Matas Cimbolas (* 1993), Pokerspieler - Vida Čigriejienė (* 1936), Gynäkologie-Professorin, Seimas-Mitglied - Kęstutis Daukšys (* 1960), Manager, Wirtschaftsminister - Vinsas Janušonis (* 1950), Medizin-Professor, Gesundheitsminister - Jonas Ivanauskas (* 1960), Bischof von Kaišiadorys - Danguolė Jankauskienė (* 1959), Medizinerin, Professorin und Politikerin, Vizeministerin der Gesundheit - Žydrūnas Karčemarskas (* 1983), Fußballtorhüter - Tina Kay (* 1985), Pornodarstellerin - Vytautas Kolesnikovas (1948–2021), Politiker, Seimas-Mitglied - Zvi Kolitz (1912–2002), Journalist, Schriftsteller und Regisseur - Wladimir Krawzow (1949–1999), Handballspieler - Jurgis Kunčinas (1947–2002), Schriftsteller und Übersetzer - Arminas Lydeka (* 1968), Politologe, Mitglied von Seimas - Raimundas Markauskas (* 1966), Politiker - Vaidas Mažeika (* 1978), Handballschiedsrichter | - Neringa Morozaitė-Rasmussen (* 1979), Wirtschaftspolitikerin, Vizeministerin - Liudvikas Narcizas Rasimavičius (1938–2023), Jurist und Politiker - Antanas Nedzinskas (* 1981), Politiker, Seimas-Mitglied - Tomas Pačėsas (* 1971), Basketballspieler und -trainer - Mindaugas Panka (* 1984), Fußballspieler - Ričardas Piličiauskas (* 1969), Richter - Žydrūnas Plytnikas (* 1971), Verwaltungsjurist, Justizpolitiker, Vizeminister - Živilė Raudonienė (* 1982), Fitnessmodel, Bodybuilderin und Wrestlerin - Danutė Remeikienė (* 1960), Pädagogin - Gintaras Savukynas (* 1971), Handballspieler und -trainer - Darvydas Šernas (* 1984), Fußballspieler - Ramūnas Skaudžius (* 1985), Bildungspolitiker, Vizeminister - Stasys Stačiokas (1937–2020), Verfassungsrechtler, Richter, Seimas-Mitglied - Algimantas Vladas Stasiukynas (1944–2023), Politiker, Energieminister - Gintaras Staučė (* 1969), Fußballnationaltorwart (67 Spiele) - Bria Vinaite (* 1993), Schauspielerin - Edita Žiobienė (* 1973), Juristin - Vaida Žūsinaitė-Nekriošienė (* 1988), Leichtathletin |

## Marskrater
Nach Alytus ist der Marskrater Alitus benannt.